# Espinosa de Henares
Espinosa de Henares és un municipi de la província de Guadalajara, a la comunitat autònoma de Castella-La Manxa.